# Un diván en Túnez
Un diván en Túnez es una comedia dramática franco - tunecina dirigida por Manele Labidi y estrenada en 2019.

## Sinopsis
Tras pasar parte de su vida en Francia, Selma, una joven psicoanalista, regresa a su país de origen, Túnez, y abre su consulta en los suburbios de Túnez en Ezzahra. Tras la revolución, los tunecinos se preguntan por el futuro político y económico de su país, en medio de la reconstrucción tras un largo período de dictadura. Cuando Selma comienza a orientarse, se encuentra con la inestable administración del país y se entera de que carece de un permiso administrativo para ejercer su profesión.

## Trama
Selma estudió Psicología en Francia, y se traslada a Túnez para recuperar el lugar donde nació ella y sus padres. El tema de la inmigración y los sentimientos de recuperar los orígenes subyace en los diálogos de la película, ambientada con escenarios cálidos y humanos que tratan el tema en tono de comedia humana.
Además, Selma una mujer valiente que se instala para trabajar por su cuenta, abre su consulta en un popular barrio tunecino. Selma llega después de los sucesos de la Primavera Árabe (2010-2012). Los problemas para adaptarse a un entorno diferente al que ella conoce de París, junto con las dificultades administrativas y de gestión recorren el hilo narrativo. Las relaciones humanas le ayudarán a solventar todas las trabas y a encontrar su sitio en la tierra que Selma siente como su lugar para vivir de una forma visceral. El trabajo que realiza con los pacientes y adaptarse los malentendidos culturales, muestran las dificultades para sobrevivir con un trabajo independiente.

## Reconocimientos
- 2019 Premio del público en Festival Internacional de Cine de Venecia
- 2019 Semana Internacional de Cine de Valladolid (SEMINICI). Sección Oficial.

## Ficha técnica
- Título original: Un diván en Túnez
- Dirección: Manele Labidi[7]
- Ayudantes de dirección: Guillaume Huin y Yosra Bouzaiene
- Guion: Manele Labidi, con la colaboración de Maud Ameline
- Decorados: Mila Preli, Raouf Hélioui y Hyat Luszpinski
- Vestuario: Lenaig Periot-Boulben
- Director de fotografía: Laurent Brunet
- Montaje: Yorgos Lamprinos asistido por Morgane Maurel
- Música: Flemming Nordkrog
- Supervisor musical: Martín Caraux
- Su: Olivier Dandré
- Productor: Jean-Christophe Reymond 
  - Productor asociado: Amaury Ovise
- Coproductor: Olivier Père
- Compañías de producción: Kazak Productions y Arte France Cinéma
- Empresas distribuidoras  Francia: Diaphana
- País de origen:  Francia y  Túnez
- Idioma original: Francés y árabe
- Formato: color
- Género: comedia dramática
- Duración: 88 minutos
- Presupuesto: 2 millones de euros
- Fechas de lanzamiento: 
  - Italia: 2 de septiembre de 2019 (Venecia )
  - Canadá: 10 septembre 2019 (Toronto)
  - Francia: 
    - 21 de octubre de 2019 (Festival Internacional de Cine Independiente de Burdeos)
    - 12 de febrero de 2020 (en los cines)

  - Túnez: 27 de octubre de 2019 (Cartago)

## Reparto

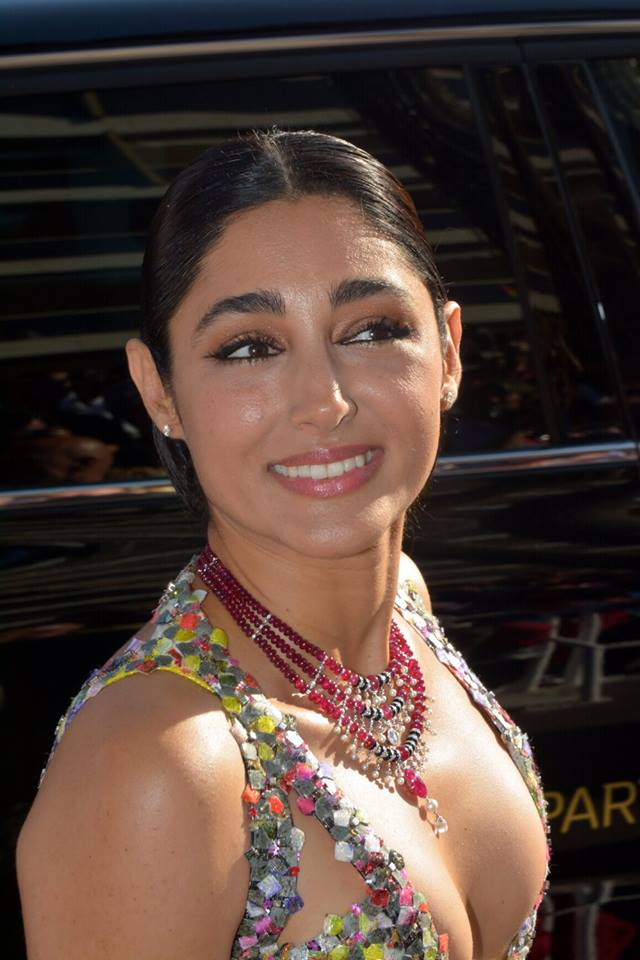
Golshifteh Farahani, quien interpreta a Selma.

- Golshifteh Farahani: Selma Derwish
- Majd Mastoura: Naïm, el inspector de policía
- Hichem Yacoubi: Raouf, paciente de Selma y panadero
- Ramla Ayari: Amel, tía de Selma
- Najoua Zouhair: Nour, secretaria del Ministerio de Salud Pública
- Jamel Sassi: Fares, el imán
- Aïsha Ben Miled: Olfa, prima de Selma
- Feriel Chamari: Baya, la dueña de la peluquería
- Moncef Ajengui: Mourad, tío de Selma
- Zied Mekki: Amor, un policía
- Osama Kochkar: Chokri, el otro policía
- Amer Arbi: Haroun
- Mhadheb Rmili: Ferid
- Rim Hamrouni: Meriem
- Yosra Bouzalene: Hafifa
- Atef Ben Chedly: Lobna
- Mourad Meherzi: Kamel
- Neji Hassouna: Freud, el conductor del coche
- Bahri Rhali: Ezzedine, el abuelo
- Dalila Meftahi: Hajer, la tía con el abuelo

### Revista de Prensa
- Eithne O'Neill, "   Un sofá en Túnez   " Positivo, n  , Institut Lumière / Actes Sud, París, février de 2020 , p.   54-55, ISSN 0048-4911  .